# Спортивна індустрія

Німецька компанія Адідас — один зі світових лідерів виробництва спортивних товарів

Спортивна індустрія — це галузь, у якій люди, види діяльності, підприємства та організації беруть участь у створенні, сприянні, просуванні чи організації будь-якої діяльності, досвіду чи бізнес-підприємства, зосередженого на спорті; галузь, яка створює додану вартість за допомогою пов'язаних із спортом товарів і послуг. Це ринок, на якому компанії та продукти, пропонуються покупцям, пов'язані зі спортом і можуть бути товарами, послугами, людьми, місцями чи ідеями.
Спортивна індустрія є частиною світової або національної економіки, пов'язаної з виробництвом, просуванням і збутом спортивних товарів, послуг, організацією та проведенням спортивних подій, а також зі спонсорством у спорті.
Спортивна індустрія відіграє важливу роль у розвитку фізкультури та масового спорту, забезпечуючи населення сучасними та доступними спорудами, обладнанням, товарами та послугами.